# 半金属
| | 13             | 14             | 15           | 16           | 17           |
| --- | -------------- | -------------- | ------------ | ------------ | ------------ |
| 2 | Bホウ素        | C炭素          | N窒素        | O酸素        | Fフッ素      |
| 3 | Alアルミニウム | Siケイ素       | Pリン        | S硫黄        | Cl塩素       |
| 4 | Gaガリウム     | Geゲルマニウム | Asヒ素       | Seセレン     | Br臭素       |
| 5 | Inインジウム   | Snスズ         | Sbアンチモン | Teテルル     | Iヨウ素      |
| 6 | Tlタリウム     | Pb鉛           | Biビスマス   | Poポロニウム | Atアスタチン |
| 周期表のPブロックで半金属とされる元素。パーセンテージは半金属の分類リスト文献の一覧において半金属として扱われている割合の平均値である。 一般的 (93%) よくある (44%) あまりない (24%) まれ (9%) 金属と非金属の境界線の典型的な例。 |                |                |              |              |              |

半金属（はんきんぞく、英: metalloid）とは、元素の分類において金属と非金属の中間の性質を示す物質のことである。その定義は曖昧であり、決定的な定義や分類基準は存在せず、様々な方法によって分類が試みられている。
一般的にはホウ素、ケイ素、ゲルマニウム、ヒ素、アンチモン、テルルの6元素が半金属とされ、セレン、ポロニウム、アスタチンの3元素がしばしば加えられる。炭素やリンなどは通常半金属とはされないものの、その同素体にはグラファイトや黒リンのような半金属性を有しているものが存在する。これらの半金属元素は周期表上において、おおよそホウ素からポロニウムまでを繋ぐライン上に現れるが、その境界線の引き方にもまた多くの議論がある。
半金属に特徴的な性質としては脆性、半導体性、金属光沢、酸化物の示す両性などが挙げられ、半金属のイオン化エネルギーや電気陰性度の値は一定の範囲に収まる。半金属の単体もしくはその化合物は、ガラスや半導体、合金の構成元素として広く利用されている。

## 分類
元素は通常、その一般的な化学的、物理的性質によって金属もしくは非金属に分類される。しかしながら、いくつかの元素はその中間の性質を有していたり、両方の性質を併せ持ったりしているために、その特性による分類が困難となる。そのため、これらの元素はしばしば半金属として分類される。半金属を表すmetalloidの語は、ラテン語で金属を意味する metallum および、ギリシア語で形状もしくは外観が類似していることを意味するoeidesの語に由来する。日本語では半金属の他に、准金属、亜金属、またはそのままメタロイドとも呼ばれる。半金属は金属と非金属の間で曖昧な緩衝地帯を形成する分類基準であると説明される。
半金属は通常、金属および非金属と並び立つ元素の第三の分類であると考えられているが、その包含する元素は、場合によっては（半金属ではなく）金属に分類されたり、（半金属ではなく）非金属に分類されたり、あるいは半金属に分類されながら、半金属という分類自体が金属・非金属いずれかのサブカテゴリであるとみなされたりする。

## 性質
半金属という用語には、普遍的に合意された厳格な定義は存在せず、個々の元素の分類は「任意である」とされる。しかしながら、以下に示す金属-半金属-非金属の物理的、化学的性質の表のように、金属および非金属の性質と比較することで半金属の性質が浮かび上がる。これらは一般的な共通点を抽出しているので、いくつかの例外が存在している。

### 物理的性質
| 性質               | 金属 | 半金属 | 非金属 |
| ------------------ | --- | --- | --- |
| 形状               | 固体（室温もしくはそれに近い温度において、ガリウム、水銀、セシウム、フランシウムのような少数の金属は液体。） | 固体 | 主に気体、周期表において金属と非金属の境界線近くに位置するものは液体もしくは固体                                                   |
| 外観               | 特徴的な光沢（金属光沢）                                                                                     | 金属光沢 | 無色、赤、黄、緑、黒もしくは中間色                                                                                                 |
| 同素体             | 多くは金属性の同素体（ビスマス、スズは半導体性の同素体を有する）                                             | いくつかの特徴的な同素体を有し、それらは金属性および非金属性の性質を有する | 酸素、硫黄は非金属性の同素体を有し、周期表において金属と非金属の境界線近くに位置する炭素やリン、セレンはより金属性の同素体を有する |
| 密度               | アルカリ金属のようなわずかな例外を除き高い                                                                   | 周期表上において隣接した卑金属よりは低いが、非金属よりは高い | 低い |
| 弾性               | 固体状態において弾性があり、延性および可鍛性を有する                                                         | 弾力がなく脆い | 固体状態において弾力がなく脆い |
| 電気伝導度         | 高く良好 | 中程度に良好 | 中程度に悪い |
| 液体時の電気伝導度 | 固体時と同様に高く良好                                                                                       | 液状では金属と同様に高く良好 | 固体時と同様に中程度に悪い |
| 熱伝導率           | 中程度もしくは高い                                                                                           | ケイ素は高いものの、大部分は中程度 | 非常に低い、もしくは非常に高い |
| 結晶構造           | 高い配位数を取る密な結晶構造                                                                                 | 中程度の配位数を取る比較的疎な結晶構造であり、金属の密な結晶構造とは対照的である                                                                                                | 低い配位数を取る |
| 溶解時の状態       | 一般的に溶解すると体積が増える                                                                               | ほとんどの金属と異なり、体積が減少する | 一般的に溶解すると体積が増える |
| 溶融エンタルピー   | 高い | 他の最密充填構造を取る金属と比較してしばしば異常に高い | 低い |
| バンド構造         | 半金属的（semi-metal、半金属 (バンド理論)参照）なバンド構造を持つビスマス以外は金属的                        | 半導体、アンチモンおよびヒ素は半金属 | 半導体もしくは絶縁体 |
| 電子のふるまい     | 自由電子 | - 価電子は金属ほどには自由に非局在化しておらず、共有結合性の結合がかなりの割合を占めている - ゴールドハマー・ハーツフェルド基準に対して、金属から非金属にまたがる比率を有する。 | 非自由電子。ただし炭素の同素体であるグラファイトなどは自由電子を有している。                                                       |

### 化学的性質
| 性質                       | 金属 | 半金属 | 非金属                                            |
| -------------------------- | --- | --- | ------------------------------------------------- |
| 一般的なふるまい           | 金属的 | 非金属的 | 非金属的                                          |
| イオン化エネルギー         | 比較的低い | 中程度、通常金属と非金属の中間値を取る | 高い                                              |
| 電気陰性度                 | 低い | ポーリングの電気陰性度（Allredの改定値）において2に近い電気陰性度を有しており、アレンの電気陰性度においては1.9から2.2という狭い範囲の電気陰性度を有している | 高い                                              |
| イオン生成                 | 陽イオン（カチオン）を生成する傾向がある                                                                                                 | - 通常の非金属と比較して水中でアニオンを形成する傾向が低下する - 溶液化学はオキソアニオンの形成および反応に支配される                                       | 陰イオン（アニオン）を生成する傾向がある          |
| 結合                       | 共有結合は滅多に形成しない | イオン結合性化合物および共有結合性化合物のどちらも形成することができる                                                                                      | 多くは共有結合を形成する                          |
| 酸化数                     | ほぼ常に正の酸化数を取る | 正もしくは負の酸化数を取る | 正もしくは負の酸化数を取る                        |
| 金属との混合               | 合金を与える | 合金を形成することができる | イオン性化合物もしくは侵入型化合物を形成する      |
| 酸化物                     | - 低級酸化物はイオン性、塩基性 - 高級酸化物は共有結合性が強くなり、酸性 - ごくわずかにガラス質を形成する                                 | - 高分子構造を取り、両性もしくは弱酸性になる傾向がある - ガラス質を形成する（ホウ素、ケイ素、ゲルマニウム、ヒ素、アンチモン、テルル）                       | - 共有結合性、酸性 - リン、硫黄、セレンはガラス質 |
| ハロゲン化物（特に塩化物） | - イオン性 - 水溶性 （加水分解ではない）                                                                                                 | - 共有結合性、揮発性 - 部分的に可逆的な加水分解をする | - 共有結合性 - 水によって加水分解する             |
| 水素化物                   | - 活性な金属は融点の高い固体のイオン結合性水素化物を形成する - 遷移金属は金属水素化物を形成する - 卑金属は共有結合性の水素化物を形成する | 共有結合性の水素化物を形成する | 気体もしくは液体の共有結合性水素化物を形成する    |
| 有機金属化合物             | 多くの形を取る | 形成することができる | 形成しない                                        |

### 特徴

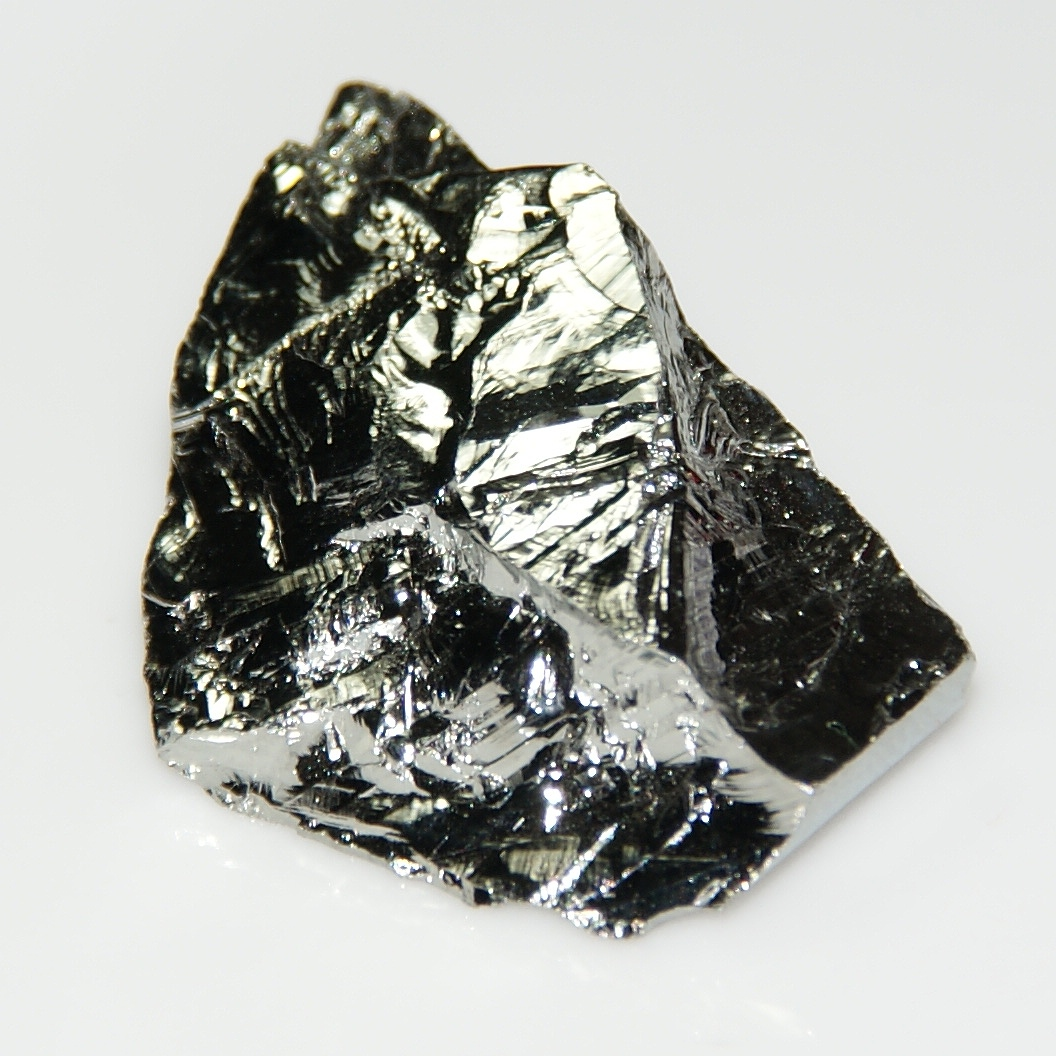
典型的な半金属であるゲルマニウム。半金属の特徴である金属光沢がみられる。

上記の物理的、化学的性質のうち、脆さもしくは半導体性、またはその両方は、著しく特徴的な半金属の指標として用いられてきた。しかし半導体性については、半金属に分類される元素の内ほとんどのものが半導体性を示すものの全ての元素が必ずしも半導体性を示すというわけではなく、「半金属」は周期表上において特定の元素の化学的、物理的（物質的）、電子的な性質に関連した化学的な概念であるのに対して、「半導体」は元素と化合物を含む素材の電子特性に関連した物理学的な概念であり、半金属と半導体は全く別の概念である。また、例えば半金属酸化物が両性を示すような、著しく際立った化学的な二重のふるまいもまた、これまでに用いられてきた半金属の基準の一つであり、半金属は全てが金属光沢を示す固体であるとされている。
その他の性質は元素によって異なっている。半金属の見せる金属的な性質はいくつかの特徴の組み合わせである点に注意が必要であり、ホークスは、ある元素が半金属に属するか否かは、その元素が半金属に関連する性質をどの程度示すのかに基づいて元素毎に個別に審査することを提唱している。

### 半定量的な特徴付け
| 元素 | イオン化エネルギー | 電気陰性度 | バンド構造 |
| --- | ------------------ | ---------- | ---------- |
| B | 191                | 2.04       | 半導体     |
| Si | 187                | 1.90       | 半導体     |
| Ge | 182                | 2.01       | 半導体     |
| As | 225                | 2.18       | 半金属     |
| Sb | 198                | 2.05       | 半金属     |
| Te | 207                | 2.10       | 半導体     |
| 平均 | 198                | 2.05       |            |
| 一般的な半金属と、それらのイオン化エネルギー (kcal/mol)、ポーリングの電気陰性度（オールレッドの改定値）およびバンド構造（周囲の状況が最も熱力学的に安定した状態での値）の表。 |                    |            |            |

マスタートンとスロウィンスキは、半金属のイオン化エネルギーは200 kJ/mol周辺、電気陰性度は2.0周辺に集まっておりそれらは一般的に半導体であるが、（バンド理論における半金属である）アンチモンとヒ素は、金属のそれに近似した電気伝導度を有していると記述した。彼らの示す半金属の3つの特性は、右表のように6つの一般的な半金属に対して当てはまる。セレンおよびポロニウムはおそらくこの表からは排除され、アスタチンは含まれない。
他の定量的な特徴として空間充填率があり、一般的な半金属は34から41の間の空間充填率を示す。各半金属の空間充填率は、ホウ素：38 %、ケイ素およびゲルマニウム：34 %、ヒ素：38.5 %、アンチモン：41 %、テルル：36.4 %である。これらの値は、大部分の金属の空間充填率が通常80%以上であり少なくとも68 %よりも高いことと比較して低い。しかし、非金属と分類される黒鉛の17 %や硫黄の19.2 %、ヨウ素の23.9 %、黒リンの28.5 %よりは高く、しばしば半金属として分類されるセレンも28.5 %である。
一般的な半金属は、0.85から1.1、平均1.0のゴールドハマー・ハーツフェルド基準を有している。

### 半金属性の発現
通常半金属として分類される元素は電気陰性度が1.9から2.2の間に集まっている。電気陰性度が大きな元素は電子が強く原子に引きつけられているためs軌道のエネルギーが非常に低くなり、ns軌道とnp軌道のエネルギー差が大きくなるため電子が局在化した共有結合性のワイドバンドギャップ（すなわち絶縁体）であるような非金属的な性質が現れる。逆に、電気陰性度が小さな元素は電子が原子に引きつけられる力が弱いためs軌道のエネルギーが高くなり、ns軌道とnp軌道のエネルギー差が小さくなるため電子が非局在化した金属結合性のバンドギャップの無い（すなわち導体）金属的な性質が現れる。半金属元素の1.9から2.2という電気陰性度はちょうどこの両者の中間に位置するためns軌道とnp軌道のエネルギー差が中程度となり、したがって一部の電子が非局在化した共有結合性と金属結合性を併せ持つ中程度のバンドギャップ（すなわち半導体）という半金属元素特有の性質が現れる。
ホウ素が半金属性を示す理由は、その大きなイオン化エネルギーにも起因している。ホウ素の第一イオン化エネルギーは8.296 eVと比較的大きく、そのためホウ素はイオン化してイオン結合を形成することなく共有結合性の結合を形成する。したがって、単体においてもホウ素原子どうしは共有結合性の強い結合で結びついており、自由電子として導電性に寄与できる電子が少ないため導電性を示すものの導電性は低いという半金属に特有な性質が現れる。

## 半金属とされる元素

### 変動性
前述のように半金属という用語には普遍的に合意された厳格な定義は存在しないため、どの元素が半金属に含まれるかはその分類を行う者の考える基準によって変動する。例えば、エムズリーによる分類ではゲルマニウム、ヒ素、アンチモンおよびテルルの4つの元素のみが半金属とされた一方で、セルウッドによる分類ではホウ素、アルミニウム、ケイ素、ガリウム、ゲルマニウム、ヒ素、スズ、アンチモン、テルル、ビスマス、ポロニウムおよびアスタチンの12元素が半金属とされた。このように個々の半金属の分類における元素の組み合わせはその基準の不明瞭さによって多くのバリエーションが存在するものの、どのようなバリエーションにおいてもいくつかの元素は共通して半金属とされる傾向がある。周期表上において金属元素から非金属元素へと向かう間には元素の性質の連続的な変化が多かれ少なかれ存在しているため、半金属を分類するための標準的な基準が欠如しているということが必ずしも問題になるわけではなく、その連続的な変化の部分を取り扱う半金属という集合は元素の分類という目的にきちんと適合している。

### 一般的に半金属とされる元素

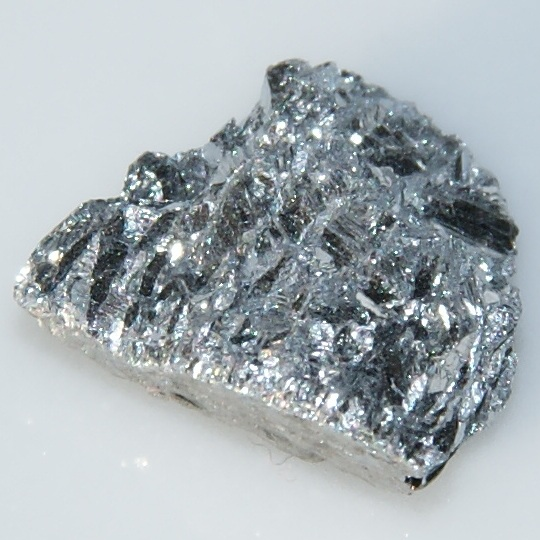
アンチモンの単体

以下の6元素は、元素の分類において一般的に半金属として分類される。
- ホウ素
- ケイ素
- ゲルマニウム
- ヒ素
- アンチモン
- テルル

これに加えて、しばしばセレン、ポロニウム、アスタチンが半金属とされることがある。しばしばホウ素は、単独でもしくはケイ素とともに半金属から除外され、テルルもよく除外される。また、アンチモン、ポロニウム、アスタチンを半金属に加えることに疑問が呈されることもある。

### その他の半金属
半金属に合意された定義がないため、水素、ベリリウム、炭素、窒素、アルミニウム、リン、硫黄、亜鉛、ガリウム、スズ、ヨウ素、鉛、ビスマスおよびラドンが時折半金属として分類される。
半金属 (metalloid) という用語は、以下の性質を示すのにも用いられていた。
- 金属光沢と電気伝導度を示す両性元素。例えば、ヒ素、アンチモン、バナジウム、クロム、モリブデン、タングステン、スズ、鉛、アルミニウム[159]。
- しばしば卑金属とされる元素[160]。
- 金属と合金を形成することができる[161][162][163]、もしくは金属に混ぜることで性質を変えることができる[164]非金属元素。例えば窒素、炭素。

### 半金属に近い元素
多くの化学者や関連する科学の専門家によって、金属と非金属の中間に位置する元素の分類という概念はしばしば拡張され、通常半金属であるとは認められない元素が半金属に含まれることがある。
1935年、フェルネリウスとロビーは、炭素、リン、セレンおよびヨウ素を、ホウ素、ケイ素、ヒ素、アンチモン、テルル、ポロニウムおよび当時未発見だった原子番号85番の元素（その5年後の1940年に作られたアスタチン）とともに元素の中間的な分類に含めた。ゲルマニウムは、当時はまだ伝導性に乏しい金属であると考えられていたため、この中間的な元素の分類からは除外された。
1954年、サボーとラカトシュは、ベリリウムとアルミニウムをホウ素、ケイ素、ゲルマニウム、ヒ素、アンチモン、テルル、ポロニウム、アスタチンとともに半金属のリストに含めた。
1957年、サンダーソンは、炭素、リン、セレンおよびヨウ素をホウ素、ケイ素、ヒ素、テルルおよびアスタチンとともに、特定の金属特性を有する元素の中間的な分類の一部として含め、ゲルマニウム、アンチモン、ポロニウムは金属に含めた。
最近の事例では、2007年、ペティは、炭素、リン、セレン、スズおよびビスマスをホウ素、ケイ素、ゲルマニウム、ヒ素、アンチモン、テルル、ポロニウムおよびアスタチンとともに半金属のリストに含めた。
これらのような一般的な半金属の近くに位置する元素は通常は金属もしくは非金属として分類されるが、しばしば半金属に近い (near-metalloid)などと呼ばれる。
アルミニウム、スズおよびビスマスのようにこの緩やかなカテゴリーに入れられた金属には、例えば、変わった充填構造を取る、分子もしくは重合状態において共有結合を取る、両性金属としてふるまうといった性質を示す傾向がみられる。それらはまた、弱い金属 (weak metals)、貧金属 (poor metals)、ポスト遷移金属 (post-transition metals)もしくは、これらの金属における前述の不完全な金属的性質を意図してセミメタル (semimetals)などとして言及され、このような分類グループは一般には周期表の同一領域を指し示しているが、必ずしも同一の元素を相互に含んでいるというわけではない。

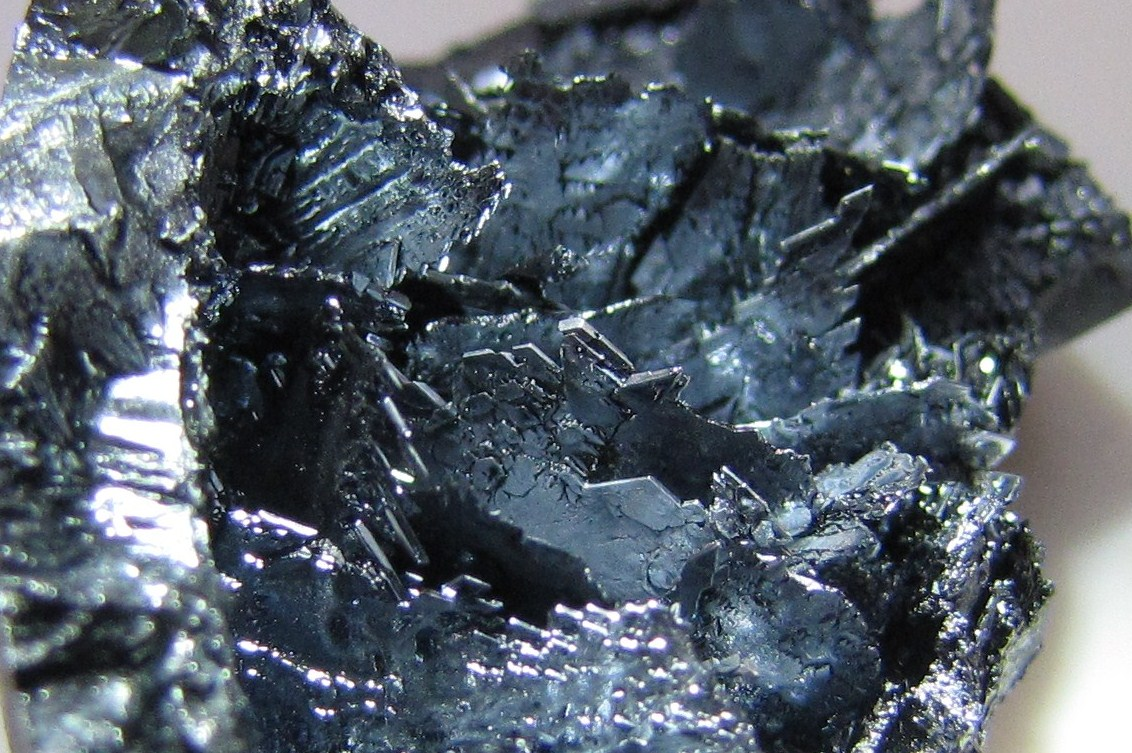
単体のヨウ素。非金属ではあるが金属光沢が見られる。

非金属に含まれる元素のうち、炭素、リン、セレン、ヨウ素は、それらの環境条件が熱力学的に最も安定した形状（炭素ではグラファイト、リンでは黒リン、セレンでは灰色セレンなど）において、金属光沢、半導体性（例えば中程度の電気伝導度、比較的狭いバンドギャップ、光感受性）、伝導体もしくは価電子帯の非局在性を示す。これらの元素は半金属的、半金属性を示す、半金属のような、いくらか半金属（的）、金属的性質を有している、などと評される。

### 同素体
いくつかの元素では、同じ元素の同素体であっても異なる性質（金属的、半金属的もしくは非金属的）を示すことがある。例えば、炭素の同素体のうち、ダイヤモンドは明らかに非金属であるが、グラファイトは半金属に特有の限定的な電気伝導度を示す。リン、セレン、スズおよびビスマスも金属もしくは半金属もしくは非金属的なふるまいを示す同素体を有している。そのため櫻井らは、半金属性は元素に固有のものではなく単体に固有の性質であると注記した。

## しばしば半金属とされる元素

### セレン
セレンは半金属もしくは非金属としてのふるまいを示し、それらの境界線上に位置する元素である。

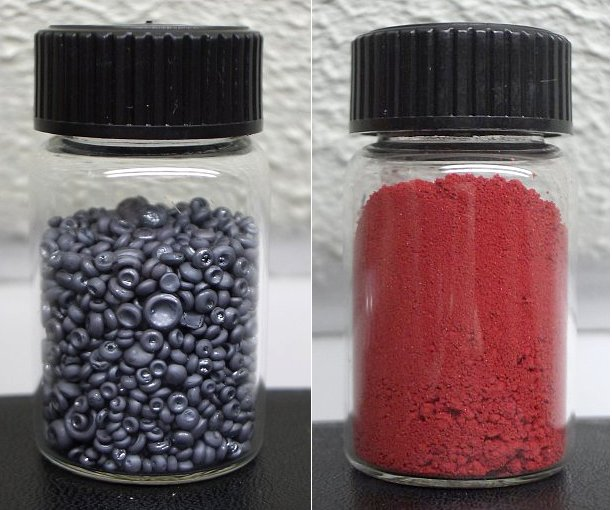
左：灰色セレン（金属的）、右：赤色セレン（非金属的）

セレンの最も安定した同素体は六方晶系の結晶構造を取る灰色セレンであり、単斜晶系の結晶構造をとる赤色セレンと比較して数桁高い電気伝導度を示すことから「金属セレン」と呼ばれている。セレンの金属的な性質は、光沢、結晶構造（直鎖状の結合の中にわずかに金属結合が含まれていると考えられている）、溶融したセレンを引抜加工することによって細い糸状にすることができる性質、「非金属に特有な高酸化数状態」において電気抵抗が発生する性質、そしてトリヒドロキシセレニウム(IV)の過塩素酸塩であるSe(OH)3+ClO4–の形の加水分解された陽イオンの塩の存在などによって示される。
セレンの非金属的性質は、脆さ、バンド構造（半導体性）、10−9から高純度品で10−12 S·cm−1という低い電気伝導度（それは非金属である臭素の(7.95×10–12 S·cm−1に相当もしくはさらに低い）、比較的高い電気陰性度（修正ポーリングスケールで2.55）、液体状態においても保持される半導体性、そしてセレンの非金属陰イオン形であるSe2–、SeO2−
3、SeO2−
4における化学反応、発煙硫酸に溶解した際に硫黄やテルルと同じくSe2+
8のような環状ポリカチオンを形成する能力などによって示される。

### ポロニウム
ポロニウムはいくつかの性質において明確に金属的であり、その金属的な性質は、ポロニウムの多くの塩類の性質、水溶液中において形成するバラ色のPo2+陽イオンの存在、そしてポロニウムの2つの同素体における金属的な電気伝導度によって示される。しかしながら、Po2–のアニオンを含んだ多数の金属ポロニウム化物を形成するように、非金属的な性質も示す。

### アスタチン
アスタチンは非金属もしくは半金属に分類される。通常は非金属として分類されるが、いくつかの著しい金属的な性質を有している。1940年、アスタチン原子の合成に直結した初期の研究者はアスタチンは金属であると考えていた。その後の1949年の言及では、アスタチンは還元するのが難しく最も不活性な非金属であり、同様に酸化するのが難しく比較的貴な金属であるとされていた。1950年には、アスタチンはハロゲンであるため活性な非金属であるとも言及された。
アスタチンの非金属的な性質としては以下のものがある。
- バスタノフは0.7 eVというアスタチンのバンドギャップの計算値を与え[228]、この値は非金属のものと一致している。伝導帯と価電子帯が切り離されているためアスタチンは絶縁体もしくは半導体である[67][229]。
- アスタチンは非金属のように液体状態である温度範囲が狭く[230]、融点575 K、沸点610 Kであると推定されている。
- アスタチンの水溶液中の化学的ふるまいは、様々な陰イオン種の形成に特徴づけられる[231]。
- アスタチンの既知の化合物としてアスタチン化物 (XAt)、アスタチン酸塩 (XAtO3)および1価のハロゲン間化合物があり、それらの性質はハロゲンであり非金属でもある[232][233]ヨウ素の化合物に類似している[222]。

アスタチンの金属的な性質としては以下のものがある。
- サムソノフは典型的な金属のように、アスタチンは強酸酸性溶液から硫化水素にすらも沈殿させられ、硫酸溶液からはアスタチンが遊離する形で置換させられ、電気分解によって陰極上に堆積させられる。ということを観察した[234]。
- レスラーは、アスタチンの（重）金属的な傾向の更なる兆候について、擬ハロゲン化物、アスタチン陽イオンの錯体、3価のアスタチン陰イオンの錯体ならびに様々な有機溶媒との錯体の形成。を挙げた[235]。
- ラオおよびガングリーは、42 kJ/molよりも大きい蒸発熱を持つ元素は液体状態において金属的である点に着目した[52]。そのような元素はホウ素[注釈 18]、ケイ素、ゲルマニウム、アンチモン、セレンおよびテルルが含まれる。ヴァサロスおよびベレイは、2価のアスタチンの蒸発熱をこれらの元素の中で最も低い50 kJ/molであると見積もった[239]。このことから、アスタチンは液体状態において金属的である。2価のヨウ素の蒸発熱は41.17 kJ/molであり[240]、42 kJ/molという金属的な性質を示す閾値にわずかに足りていない。
- チャンピオン他は、アスタチンは強酸酸性溶液中においてAt+およびAtO+として安定して存在し、陽イオンとしてのふるまいを示すとした[241]。
- Siekierskiとバージェスは、目に見えるほどの大きさに凝集したアスタチンはその激しい放射能による熱で直ちに完全に蒸発してしまう[242]が、もし凝集相を形成することができるならばアスタチンは金属であるだろうと推定、主張した[243]。

### アルミニウム

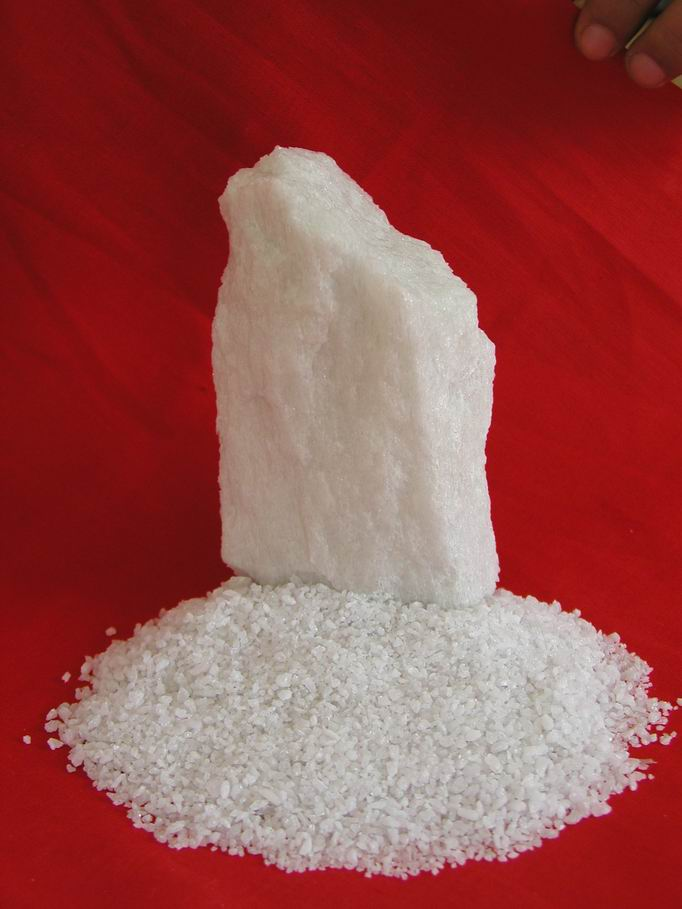
酸化アルミニウム。半金属元素の酸化物に特徴的な両性を示す。

アルミニウムは、その光沢、可鍛性および延性、高い熱および電気の伝導率、最密充填構造を取ることなどから、通常は金属として分類される。しかしながらアルミニウムは以下のような金属としては珍しい性質をいくらか有しており、しばしばアルミニウムを半金属として分類する根拠とされる。
- アルミニウムの結晶構造には、金属のような無方向性の結合ではなく、方向性の結合が存在する証拠がみられる[245][246][247]。
- いくつかの化合物においてはAl3+陽イオンを形成するが、他のほとんどの結合は共有結合である[248][249][250]。
- 両性酸化物を形成し、条件次第でガラス質を形成する[90]。
- アルミン酸陰イオンを形成し[244]、そのふるまいは非金属的な性質であると考えられている[251]。

ストットは、金属的な物理的性質を有するものの、いくつかの非金属的な化学的性質も有する弱い金属であるとアルミニウムを分類した。スティールは、アルミニウムの両性酸化物を形成し、多くの共有結合性の化合物を形成する性質は弱い金属に類似しているが、それでもアルミニウムは高い負の電極電位を有する、強く電気的に陽性な金属であると、アルミニウムの化学的なふるまいをやや逆説的に記した。
半金属としてのアルミニウムの理解は、その多くの金属的な性質と、金属と非金属の境界線に隣接した元素が半金属であるという記憶を呼び戻すために、アルミニウムがその代表的な例外であるということを重要視するために、しばしば議論される。

## 位置と区別

一般的な周期表。半金属は鶯色で表されている。

半金属は周期表上において、金属と非金属との境界線の両端に集まる。それらの元素は一般的に、左下に向かうほど金属的な性質が増し、右上に向かうほど非金属的な性質が増す。この境界線が規則的な階段で表現される場合、それらのグループにとって最も臨界温度の高い元素（アルミニウム、ゲルマニウム、アンチモン、ポロニウム）が境界線の直下に位置することになる。この境界線は、金属-非金属線 (metal-nonmetal line)、半金属線 (metalloid line)、半金属線 (semimetal line)、ジントル境界 (Zintl border)、ジントル線 (Zintl line)などと呼ばれる。後ろの2つは、1941年にフリッツ・ラーベスによって命名された第13族元素と第14族元素との間に引かれた垂直線（ジントル相）および、通常周期表上で第14族元素より右側に位置する元素と金属元素によって形成される塩のような化合物と、第13族元素と金属元素によって形成される金属間化合物とを区別するのに使用される境界線も意味する。
このような金属と非金属を分割する境界線の概念は、少なくとも1869年より古い文献において記述されている。1891年、ウォーカーは金属と非金属の境界として周期表上に斜めの直線を引いて「図表化」したものを公表した。1906年、アレクサンダー・スミスは、彼の非常に影響力のある教科書Introduction to General Inorganic Chemistryにおいて、非金属を残りの元素から分離するジグザグの線を周期表上に含めた。
1923年、アメリカの化学者であるホーレス・グローブス・デミングは、彼の書いた教科書General Chemistry: An elementary surveyにおいて、金属と非金属を分離する階段状の線を短周期表（メンデレーエフの周期表）および各族を18列に並べた通常の周期表のそれぞれに含めた。1928年、メルクは当時アメリカの学校で広く流布していたデミングの18列の周期表を配布する準備を行い、1930年代までにはデミングの周期表は化学のハンドブックや百科事典にまで掲載されるようになった。それはまた、サージェント・ウェルチ社によって長年配布され続けた。
一部の著者は、金属と非金属の境界線に接している元素を半金属としては分類せず、その代り、例えば境界線の左側に接する元素を若干の非金属的性質を示す、対して右側に接する元素を若干の金属的性質を示すといった注釈をした。このような対となった分類は、金属や非金属の間の結合の種類を決定するための単純な規則の確立を容易にすることができる。他の著者は、いくつかの元素を半金属と分類することが半金属は周期表上の境界線上で急に一体として変化するのではなく、その性質が徐々に変化していくことが強調されるという事を提示した。時折、金属と非金属の間の境界線は、金属と半金属および半金属と非金属をそれぞれ分割する2本の境界線とされることもある。
いくつかの周期表では、金属と非金属の形式的な境界線が無くとも半金属元素を区別する。その場合、境界線の代わりに斜めの帯もしくは広がった領域のような左上から右下に走る範囲で示され、それはヒ素の周りに集まる。メンデレーエフは、金属と非金属の間に明確な境界を引くことは不可能であり、そこにはいくつもの中間的な物質が存在しているという見解を示した。いくつかの他の出典は、境界線の混乱や曖昧さを注記し、見かけ上不定であると示唆し、その妥当性に対する反論の論拠を提供し、そしてその誤解を招き、論争となり、またはおおよその性質としてのコメントが行われた。デミング自身も、この境界線を正確には引けないことを注記した。

## 用途
ヒ素やアンチモンのような一般的な半金属は、それらの純粋な単体で構造材として用いるには脆すぎる。一般的な半金属の典型的な用途としては以下に示すように、ガラス質の酸化物としての用途、合金の構成元素もしくは添加剤としての用途、半導体の構成元素もしくはそのドーパントとしての用途などが挙げられる。

### ガラス

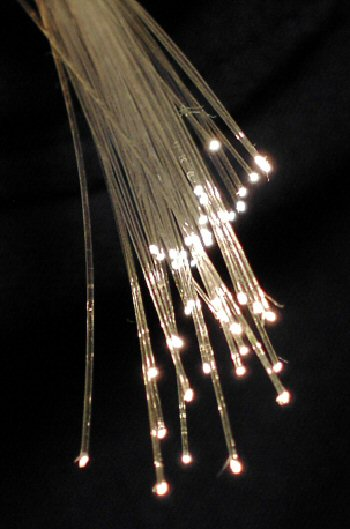
高純度二酸化ケイ素で造られた光ファイバー

半金属元素の酸化物である酸化ホウ素 (B2O3)、二酸化ケイ素 (SiO2)、二酸化ゲルマニウム (GeO2)、三酸化二ヒ素 (As2O3)および三酸化アンチモン (Sb2O3)はガラス質を形成する。二酸化テルル (TeO2)もまたガラス質を形成するが、そのためには結晶の形成を避けるために焼入れを行うか、もしくは不純物を添加剤としてを加える必要がある。これらの化合物は、化学用や家庭用、産業用のガラス製品において実用されており、特にゲルマニウムおよびテルルは光学ガラスとして利用されている。

### 合金
1914年、Deschは、特定の非金属元素は明確に金属的な性質の化合物を形成することが出来、これらの元素はしたがって合金の組成として組み込むことが可能であるかもしれないと書き記した。彼は合金の構成元素として、特にケイ素、ヒ素およびテルルを想定していた。後にPhillipsとWilliamsは、ケイ素、ゲルマニウム、ヒ素、アンチモンの貧金属との混合物はおそらく最良の合金であるとされると記した。
半金属元素を合金に加えることで、その融点を下げる方向に制御することができる。また、その合金の融点 (Tm)に対するガラス転移温度 (Tg)の比 (Tg/Tm)を大きくすることで非晶質な合金を形成することができるため、半金属元素を加えて融点を下げるということは非晶質な合金が得やすくなることを意味している。
ホウ素は遷移金属との間で、MnB (n＞2の場合)の組成の金属間化合物および合金を形成する事ができる。このような合金もしくは金属間化合物は、最密に充填された金属原子の隙間にホウ素原子が入り込む形で形成される。Sandersonは、ケイ素は自然な状態においては半金属であるが、金属との合金を形成する能力においては完全に金属的に見えるとコメントした。鉄、コバルト、ニッケルの3元合金にホウ素およびケイ素を添加することで、透磁性の大きな非晶質の軟磁性合金を形成することができる。このような合金は保磁力が低いためにヒステリシス損を低く抑えることが可能となり、非晶質合金であることに起因して電気抵抗が大きいため渦電流損も低く抑えられる。これらの性質を利用して、磁気ヘッドや電気トランスの鉄芯のような軟磁気性が要求される用途において有用な材料として広く用いられている。ゲルマニウムは多くの金属元素と合金を形成することができ、その中で最も重要なものとして第11族元素（銅族元素）との合金が挙げられる。ヒ素はプラチナや銅を含む金属と合金を形成することができる。アンチモンは活字合金（アンチモンを最高25 wt%含んだ鉛合金）やピューター（アンチモンを最高20 wt%含んだスズ合金）に代表されるように、合金の構成元素としてよく知られている。テルルは銅との合金として利用される。1973年のアメリカ地質調査所の報告によれば、当時のテルル生産量のおよそ18 %は銅-テルル合金（テルルを40から50 %含む）および鉄-テルル合金（テルルを50から58 %含む）向けに販売されていた。

### 半導体および電子素材

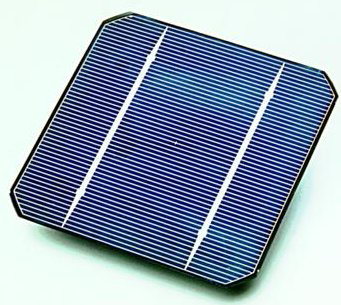
ケイ素を用いた太陽電池

全ての一般的な半金属もしくはそれらの化合物は、半導体もしくは固体電子工学産業における用途が見つけられている。その代表的な例としてケイ素は半導体の主要用途の一つである太陽電池材料として広く利用されており、テルルの化合物であるテルル化カドミウムも低コストな太陽電池材料として実用化されている。ホウ素はその高い融点と、不純物の導入および制御、保持の困難さに起因して単結晶を得ることが相対的に難しかったため、ホウ素が半導体として利用され始めたのは他の半金属元素よりも遅かった。
As2Se3やSb2Te3のようなIV-V族化合物半導体は、ガラス質を形成する低融点半導体として利用される。また、InSbやBixSb1-xのような半金属合金は、バンドギャップの非常に小さな（InSbで0.17 eV）微小ギャップ半導体として利用される。Mg2SiやMg2GeのようなII-IV族半導体もバンドギャップが狭い。

## 歴史

### 1800年以前

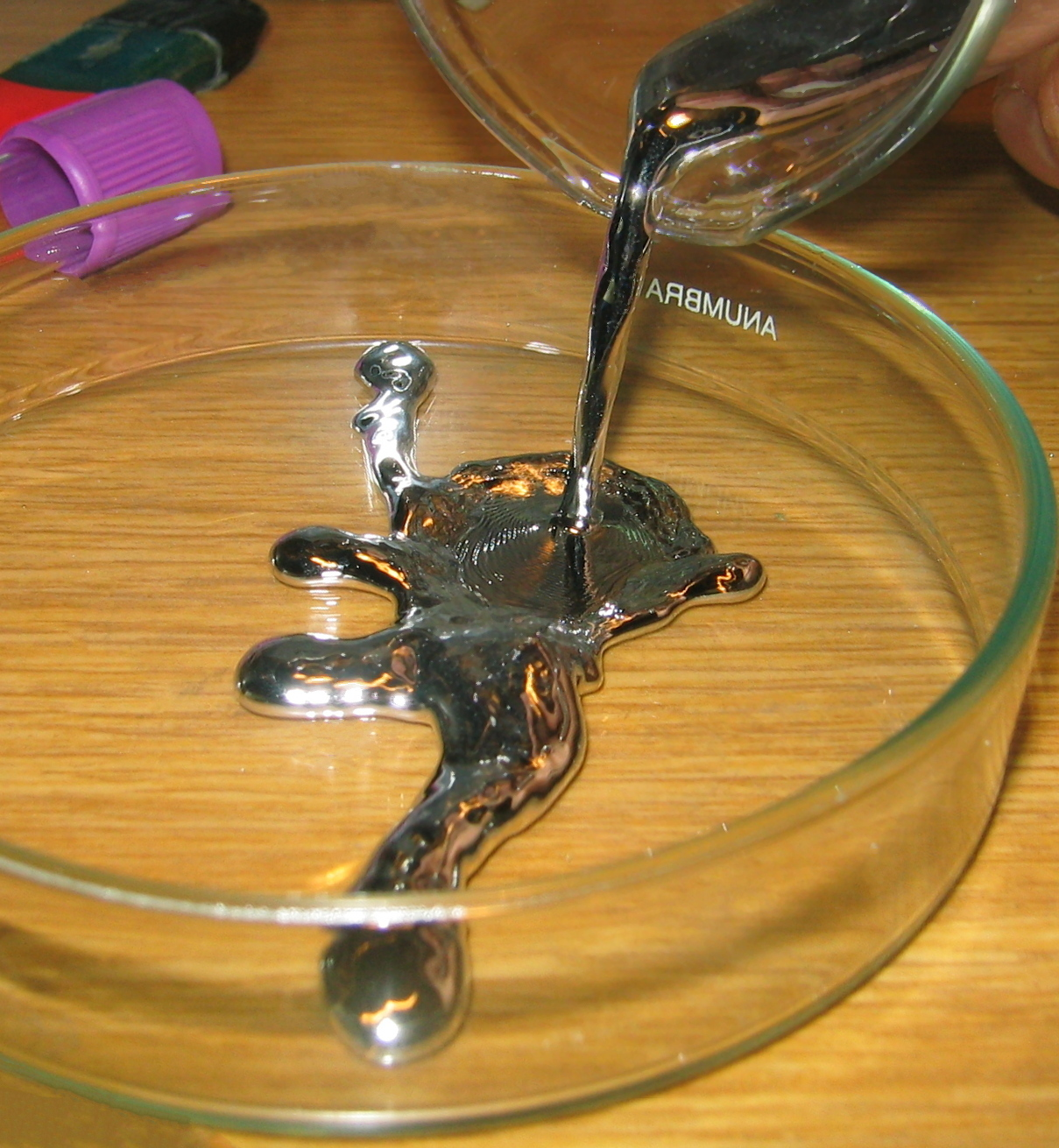
水銀は常温で液体であるという金属としては特殊な性質から、以前は半金属として分類されていた。

固体で溶融する可鍛性の物質であるという古代における金属の概念は、プラトンの『ティマイオス』（紀元前360年）やアリストテレスの『気象学』に見られる。強く金属的な性質を示す物質を、金属的な性質が劣っている物質（例えば亜鉛、アンチモン、ビスマス、輝安鉱、黄鉄鉱、方鉛鉱など）から分離するための分類システム構築の試みは、偽ゲベル (1310年)、バジル・バレンタインの(Conclusiones)、パラケルスス、ヘルマン・ブールハーフェの（Elementa Chemiæ 1733年）などによって行われ、これらは半金属 (semi-metals)もしくは偽金属(bastard metals)と呼ばれた。1735年、イェオリ・ブラントは可鍛性の有無をこの分類の原則とすることを提言し、その原則に従って水銀を金属から分離した。ルドルフ・ヴォーゲル (Institutiones Chemiæ 1755年)およびビュフォン (Histoire naturelle des Minéraux 1785年)も同様の見解を示した。その後の1759-60年、ブラウンによって冷却による水銀の凝固が観察され、それが1783年にハチンズとヘンリー・キャヴェンディッシュによって確認されたため、水銀の可鍛性が明らかとなり水銀は金属に含まれるようになった。しかし、これらの脆く、不完全な金属であるという非金属の概念は、アントワーヌ・ラヴォアジエの「革命的」な『化学原論』が出版された1789年以降、徐々に放棄された。

### 1800年から1950年代まで
1807年、金属と金属に類似した物質との古い分類を復活させる試みにおいてヒルマンとサイモンは、新しく発見された元素であるナトリウムおよびカリウムが水よりも軽く、多くの化学者が金属として分類することに賛成しなかったことから、これらの元素に言及するために半金属という用語を用いることを提言したが、化学者のコミュニティーに無視された。
1811年もしくは1812年、イェンス・ベルセリウスは、非金属元素がオキソアニオンを形成する能力（例えばクロムがクロム酸イオンCrO42-を形成するように多くの金属がオキソアニオンを形成するのと同様に、例えば硫黄が硫酸イオンSO42-を形成するように非金属元素もオキソアニオンを形成する）に関して半金属と呼称した。ベルセリウスの用いた半金属という語の用法は広く採用されたが、それはその後の論評者らによって直観に反する、誤用される、妥当でない、もしくは説得力がないと評価された。1825年、ベルセリウスのTextbook of Chemistryの改定されたドイツ語版において、ベルセリウスは自らが定義した半金属の概念を3種類に再分割した。1つは常に気体である「gazloyta」（水素、窒素、酸素）、1つは真の半金属「metalloid」（硫黄、リン、炭素、ホウ素、ケイ素）、そしてもう1つは塩を形成する「halogenia」（フッ素、塩素、臭素、ヨウ素）である。1845年に発行されたA dictionary of science, literature and artにおいて、ベルセリウスによる元素の分類は「I. gazolytes; II. halogens; III. metalloids（一定の側面においては金属に類似しているが、他は広く異なっている）; IV. metals」と表された。
1844年、ジャクソンは金属に類似しているが、いくつかの性質が欠損しているという現在の半金属の概念と類似した意味を半金属の用語に与えた。1864年、非金属の分類のために使用されていた半金属という用語は最高機関によって依然として認可されていたが、その使用は必ずしも適切ではなく、半金属の用語はより正確であるヒ素のような他の元素への適用も考慮されていた。1866年という早い年代に、一部の著者は非金属元素への言及のための用語として、「半金属」よりもむしろ「非金属」という語を使用していた。1876年、チルデンは酸素、塩素、フッ素のような元素に半金属という用語を与えるような慣例が非論理的であるにもかかわらず非常に一般的であることに反対して抗議し、それまでの分類に代わって元素を真の金属であるbasigenic、半金属であるimperfect metals、非金属であるoxigenicの3つに分割した。1888年になっても、金属、非金属、半金属という元素の分類は、依然として金属と半金属という分類よりも特殊な分類であると考えられており、潜在的な混乱の原因であった。
1911年、ビーチは半金属について以下のように説明した。
化学における半金属（金属に類似したグループ）、非金属元素とも。硫黄、リン、フッ素、塩素、ヨウ素、臭素、ケイ素、ホウ素、炭素、窒素、水素、酸素およびセレンの13元素が含まれる。半金属と金属との間の区別はわずかである。前者はセレンとリンを除いて'金属的'な光沢を持たず、熱および電気の伝導性に乏しく、通常光を反射せず、陽イオンを形成しないため、これらの試験を達成しない。この用語は、金属と非金属の明瞭な境界線が存在しないという理由のために、非金属という語の代わりにもたらされた新しい語法であるらしく、そのため'金属に類似した'もしくは'金属のような'[という分類]は、純粋に電気陰性な'非金属'という分類よりも良い説明である。当初、それは常温で固体の非金属に適用されていた。—Beach 1911、The Americana: A universal reference library
1917年ごろ、ミズーリ州薬剤師審議会は以下のように記した。
金属は熱および電気の優れた導体であり、光を強く反射し、電気的に陽性であるという点において半金属[つまり非金属]とは異なっていると言われている。半金属はそれらの性質の全てではないものの1つ以上を有しているかもしれない。ヨウ素はその金属的な外観によって、最も一般的な半金属の実例である。—Mayo 1917、American Druggist and Pharmaceutical Record, vol. 65, no. 4,p. 55
1920年代間、半金属という用語の2つの意味は流行の移り変わりを受けているように見えた。コーチはA Dictionary of Chemical Termsにおいて、「半金属」とは「非金属」の古くすたれた言い方であると定義した。一方でWebster 's New International Dictionaryにおいては、非金属を言及するための半金属という用語の使用は、ヒ素やアンチモン、テルルのような典型的な金属に類似した元素へ何らかの方法で適用される基準として注記された。半金属という用語の使用は、その後1940年までの間大きく流動していた。半金属の用語を中間もしくは境界線上の元素に対して適用するという合意は、続く1940年から1960年の間には起こらなかった。
1947年、ライナス・ポーリングは、彼の古典的かつ影響力のあるテキストであるGeneral chemistry: An introduction to descriptive chemistry and modern chemical theoryにおいて、半金属についての言及を行った。ポーリングは半金属を中間的な性質を有する元素である…ホウ素、ケイ素、ゲルマニウム、ヒ素、アンチモン、テルル、ポロニウムを含み、[周期表上で]斜めの領域を占領していると記述した。1959年、国際純正・応用化学連合 (IUPAC)は、たとえ半金属という用語が非金属の概念を意味する用語としてフランス人などの間でいまだ使われているとしても、半金属という用語は非金属を表すために用いてはならないと勧告した。

### 1960年代以降
1970年、IUPACはさらに、半金属 (metalloid)という用語は異なる言語において継続的に一貫性なく使用されているため半金属 (metalloid)という用語を放棄するように勧告し、金属、半金属 (semimetal)、非金属の用語を代わりに用いることを提案した。しかしながら2010年現在では、バンド理論における半金属 (semi-metal)という用語と明確に区別ができるため、元素の分類における「semimetal」という用語の使用は「metalloid」という用語よりもむしろ少なくなっている。「metalloid」という用語はこのような奇妙で中間的な性質の元素を正確に説明しており、「metalloid」という用語が時代遅れであるという言及はナンセンスであると評された。

## バンド理論における半金属
バンド理論における半金属（Semi-metal、以下本節においてセミメタルという）はフェルミエネルギーが、価電子帯の最上部と、伝導帯の最下部を横切っている状態（価電子帯と伝導帯が僅かに重なっている）、またはその状態を示す物質。この場合、価電子帯最上部にホールができ、伝導帯最下部は電子が占有している。金属より電気伝導度（電気伝導率）は低い。セミメタルとしては、グラファイト、ヒ素、アンチモン、ビスマスなどがある。
温度と電気伝導との関係は、金属と同じで温度が下がるほど電気伝導は良くなる（電気伝導度が上がる）。セミメタルの特徴としては、キャリアが少ない、有効質量が小さい、反磁性磁化率や誘電率が大きいことなどが挙げられる。
なお、ハーフメタリックという用語は、ここで述べたセミメタルとは別の概念である。